# Forever and a Day
"Forever and a Day" to piosenka eurodance stworzona przez Kelly Rowland, Andre Merritta, Samuala Wattersa i Jonasa Jeberga na międzynarodową wersję trzeciego albumu studyjnego Rowland Here I Am (2011). Wyprodukowany przez Davida Guettę, utwór wydany został jako drugi międzynarodowy singel promujący album dnia 4 października 2010 i jest zarazem trzecim efektem współpracy wokalistki z producentem. Poprzednie kompozycje stworzone przy udziale obu artystów to single "When Love Takes Over" oraz "Commander".
Światowa premiera "Forever and a Day" miała miejsce na antenie radia BBC Radio 1 w audycji Live Lounge dnia 18 sierpnia 2010. Piosenka w sprzedaży cyfrowej pojawiła się dnia 4 października 2010. Utwór nie zyskał sukcesu komercyjnego nie będąc notowanym na większości oficjalnych list sprzedaży oraz nie zajmując pozycji w Top 40 notowania UK Singles Chart.

## Wydanie i promocja singla
Przed oficjalną datą premiery, dnia 10 września 2010 "Forever and a Day" znalazł się na liście A brytyjskiej stacji radiowej urban BBC 1Xtra. Pięć dni później singel znalazł się na liście B najpopularniejszej brytyjskiej stacji radiowej BBC Radio 1. Początkowo kompozycja miała się ukazać w sprzedaży cyfrowej dnia 27 września 2010, jednak z niewyjaśnionych przyczyn data premiery została przełożona na dzień 4 października 2010. Po raz pierwszy Rowland wykonała utwór w brytyjskim programie The Alan Titchmarsh Show dnia 7 października 2010. Po oficjalnej premierze piosenki w sklepach internetowych, singel zadebiutował na pozycji #49 notowania UK Singles Chart, jednak tydzień później zanotował wysoki spadek by następnie opuścić zestawienie. Pod koniec października 2010 piosenkarka zaprezentowała zremiksowaną wersję utworu na festiwalu Starfloor 2010 w Paryżu, we Francji.

## Teledysk
Teledysk do singla nagrywany był w dniach 20–22 sierpnia 2010 i reżyserowany przez Sarę Chatfield. Oficjalna premiera klipu miała miejsce na platformie Vevo wokalistki oraz w brytyjskich stacjach muzycznych dnia 15 września 2010. W pozostałych krajach teledysk ukazał się 25 września 2010. Wersja wideoklipu do remiksu francuskiego DJ-a Antoine Clamaran utworu ukazała się w grudniu 2010.
Klip rozpoczyna się ujęciem prezentującym zdjęcie Rowland na ekranie powitalnym iPada. Palec wskazujący odblokowuje interfejs, przesuwając suwak na ekranie – pojawiają się cztery małe ujęcia. Ten sam palec klika na trzeci z obrazków co powoduje zmianę kadru teledysku na scenę, w której piosenkarka ubrana w spódniczkę, podkoszulek i kurtkę przechadza się po dachu wieżowca w Los Angeles. Nagle ukazuje się kolejne ujęcie przedstawiające Rowland wraz z bawiącymi się znajomymi. Trzecia zmiana kadru powoduje pojawienie się sceny, w której piosenkarka, w słoneczny dzień, razem z przyjaciółkami jedzie samochodem oraz siedzi na schodach otoczona jeżdżącymi na deskorolkach mężczyznami. Finalne ujęcie ukazuje bawiących się na dachu ludzi. Teledysk wieńczy wcześniej wspomniany palec, ponownie ukazany na powitalnym ekranie tabletu.

## Listy utworów i formaty singla
Digital download
1. "Forever and a Day" – 3:34

Official Remix Single
1. "Forever and a Day" (Antoine Clamaran Remix Edit) – 3:38

Digital Remixes EP
1. "Forever and a Day" (Mantronix Remix) – 5:39
2. "Forever and a Day" (Donaeo Dub Remix) – 7:14
3. "Forever and a Day" (Donaeo Remix) – 7:14

## Pozycje na listach
| Lista przebojów (2010)               | Najwyższa pozycja |
| ------------------------------------ | ----------------- |
| UK Singles (Official Charts Company) | 49                |